# Francisco de Federico y Martínez
Francisco de Federico y Martínez (Madrid, 15 de abril de 1846-Madrid, 13 de febrero de 1910) fue un ingeniero y político español, ministro de Fomento durante el reinado de Alfonso XIII. 

## Biografía
Miembro del Partido Liberal inició su carrera política al conseguir un escaño de diputado por Pontevedra en las elecciones de 1893, escaño que volvería a obtener en las sucesivas elecciones que se celebraron hasta 1907.
Ejerció de ministro de Fomento entre el 4 de diciembre de 1906 y el 25 de enero de 1907 en un gobierno presidido por Antonio Aguilar y Correa.
Falleció el 13 de febrero de 1910 en Madrid.